# 2024 en trampoline
Cet article présente les faits marquants de l’année 2024 en trampoline.

## Évènements

### Jeux olympiques
- Trampoline aux Jeux olympiques d'été de 2024